# БДБ
БДБ (J, BDB — от англ. benzodioxolylbutanamine, ИЮПАК 1-(1,3-бензодиоксол-5-ил)бутан-2-амин) — психоделик и эмпатоген. Аналог МДА, отличается альфа-этильной группой вместо альфа-метильной. БДБ был впервые синтезирован А. Шульгиным и описан в его книге PiHKAL («Фенэтиламины, которые я знал и любил») под именем J.

## Действие и дозировка
- Дозировка: 150—230 мг.
- Продолжительность действия: 4—8 часов.
- Действие на организм: вызывает эйфорию, усиливает эмпатию и успокаивает.
- Побочные эффекты: нистагм и головокружение.

## Правовой статус
Включён в список наркотических средств и психотропных веществ, оборот которых запрещён в Российской Федерации (список I).